# Nemes-Nagy József
Nemes-Nagy József (1948) regionalista, társadalomföldrajzos, tanszékvezető egyetemi tanár (ELTE), a Magyar Tudományos Akadémia doktora. Fő kutatási területe a regionális fejlődés vizsgálata, regionális elemzési módszerek és modellek alkalmazása, társadalmi térelmélet.

## Életpályája
Középiskolai tanulmányait a budapesti Radnóti Miklós Gimnáziumban végezte 1962 és 1966 között, egyetemi tanulmányait az ELTE matematika-földrajz szakon folytatta 1966-71 között, 1973-ban szerezte meg természettudományi doktori címét. 1981-től 1994-ig az Országos Tervhivatal Tervgazdasági Intézetében és jogutód intézményeiben területi elemzésekkel, kutatással foglalkozott. 1994-ben tért vissza az ELTE Regionális Földrajzi Tanszékére (ma Regionális Tudományi Tanszék), amelynek tanszékvezetője lett. Két periódusban (1999-2005) a Földrajz Tanszékcsoport vezetőjeként dolgozott. 2005-2009 között az ELTE TTK tudományos dékánhelyettese volt. 2003-2007 között vezette az MTA-ELTE Regionális Tudományi Kutatócsoportot.1980-ban a földrajztudomány kandidátusa fokozatot szerzett, 1998-ban nyerte el az MTA doktora címet (Regionális tudomány tudományterületen), 2000-ben habilitált (ELTE). Az ELTE földrajz és geográfus szak szakfelelőse. Az ELTE Földtudományi Doktori iskola alapító törzstagja, a Földrajz-Meteorológia Program vezetője, 2002-12 között 21 tudományos fokozatot szerzett kutatónak volt doktori témavezetője.

## Munkássága
Kutatásai a regionális tudományhoz, a területi fejlődési folyamatok, a regionális egyenlőtlenségek vizsgálatához, a területfejlesztéshez kapcsolódnak. Foglalkozik a területi elemzések kvantitatív módszertanával, a regionális modellek alkalmazásaival valamint társadalmi térelméleti kérdésekkel. 1995 óta szerkesztője a "Regionális Tudományi Tanulmányok" című tanszéki periodikának, amelynek 2012-ig 16 kötete jelent meg. Alapítója az 1991 májusában Balatonalmádi-Vörösberényben alakult Comitatus Társadalomkutató Egyesületnek, s az egyesület által kiadott kiadott Comitatus Önkormányzati Szemle című szakmai, tudományos folyóiratnak is alapító szerkesztőbizottsági tagja. Emellett több másik tudományos folyóirat, számos egyetemi és szakmai tudományos testület, bizottság tagja.

## Tisztségek
- 1986-tól az MTA Regionális Tudományi Bizottság tagja (egyik alapítója, 2012-től alelnöke)
- 2002-től a Magyar Regionális Tudományi Társaság tagja (egyik alapítója, alelnöke)

## Főbb publikációi
Szakterületén közel 200, sokat hivatkozott magyar és idegen nyelvű tudományos publikáció szerzője (részleteiben: lásd MTA MTMT publikációs adattár https://www.mtmt.hu/).

### Fontosabb könyvei
- (1987) A regionális gazdasági fejlődés összehasonlító vizsgálata, Akadémiai Kiadó, Budapest
- (1998) A tér a társadalomkutatásban, Hilscher Rezső Szociálpolitikai Egyesület, Ember-Település-Régió sorozat, Budapest
- (2005) Regionális elemzési módszerek – Regionális Tudományi Tanulmányok, 11. sz., ELTE, (szerkesztő és társszerző)

### Egyetemi jegyzetek, tankönyvek
Tankönyvei, illetve azon művek melyekben társszerzőként közreműködött a következők:
- (1977) Regionális gazdaságföldrajzi gyakorlatok (szerkesztő és társszerző), egyetemi jegyzet, Tankönyvkiadó, Budapest
- (1980) A felsőoktatás területi kapcsolatai (szerkesztő és társszerző), FPK, Budapest
- (1993) A formálódó piacgazdaság regionalizmusa (In: Kovács K. szerk. Település, gazdaság, igazgatás a térben, MTA RKK, Pécs, pp. 203–222.)
- (1984) Matematikai és statisztikai módszerek a területi kutatásokban (társszerző, szerk. Sikos T. T.); Akadémiai Kiadó, Budapest
- (1987) Regionális folyamatok a nyolcvanas évek első felében – Tervgazdasági Közlemények, 2. sz.,
- (1987) A regionális gazdasági fejlődés összehasonlító vizsgálata, Akadémiai Kiadó, Budapest, ISBN 963-05-4628-0
- (1989) A második gazdaság földrajza (szerzőtárs: Ruttkay É.), OT TGI, Budapest
- (1995) A GDP regionális számbavétele (In: Probáld F. szerk Pro Geographia Humana, ELTE Eötvös Kiadó, Budapest, pp. 99–118.)
- (1998) A tér a társadalomkutatásban, Hilscher Rezső Szociálpolitikai Egyesület, Ember-Település-Régió sorozat, Budapest, ISBN 963-03-4921-3
- (1999) Hol laknak a gazdagok? (In: Tésits R. – Tóth J. szerk. A társadalmi minimumtól a jólétig, JPTE University Press, Pécs, pp. 11–21.)
- (2000) Jegyzetek a modernkori térbeliség fogalmainak értelmezéséhez (In: Dövényi Z. szerk. Alföld és nagyvilág, MTA FKK FKI, Budapest, pp. 143–149.)
- (2001) Regionális folyamatok, regionális fejlődés (Szerzőtárs: Szabó P., In: Beluszky P. – Kovács Z. – Olessák D. szerk. 2001: A terület- és településfejlesztés kézikönyve, CEBA Kiadó, Budapest, pp. 55–66.)
- (2001) Magyarország társadalomföldrajza (In: Magyar Nagylexikon 12. k., MNK, Budapest, pp. 449–461.)
- (2003) Regionális folyamatok, régiók (In: Perczel Gy. szerk. Magyarország társadalmi-gazdasági földrajza, ELTE Eötvös Kiadó, Budapest, pp. 563–621.)
- (2003) Szigetek a társadalmi térben (In: A magyar társadalomföldrajzi kutatás gondolatvilága, SZE GTT, Szeged, 2002, pp. 27–36.)
- (2004) Elements of Regional Disparities in the New Regional Pattern, In: Enyedi Gy. – Tózsa i. ed. The Region, Akadémiai Kiadó, Budapest, ISBN 963-05-8037-3, pp. 62–79.
- (2005) Regionális elemzési módszerek – Regionális Tudományi Tanulmányok, 11. sz., ELTE, 284 p. (szerkesztő és társszerző) ISSN 1585-1419
- (2005) Fordulatra várva – a regionális egyenlőtlenségek hullámai (In: Dövényi Z. – Schweizer F. szerk. A földrajz dimenziói, MTA FKI, Budapest, pp. 141–158.
- (2009) Terek, helyek, régiók (A regionális tudomány alapjai), Akadémiai Kiadó, Budapest, ISBN 978-963-05-8656-6

### Szakcikkek
Különböző magyar nyelvű, valamint külföldi folyóiratokban megjelent jelentősebb cikkei a következők:
- (1982) Az iskolakörzetesítések hatása az aprófalvak népességfejlődésére – Területi Statisztika, 1-2. sz., pp. 104–109.
- (1984) Az ipari nettó termelés területi arányai és összefüggései a területfejlesztéssel a nyolcvanas évek elején – Területi Statisztika, 1. sz., pp. 1–12.
- (1985) Térbeli terjedési folyamatok és modelljeik – Földrajzi Értesítő, 4. sz., pp. 377–389.
- (1987) A műszaki innováció néhány földrajzi jellemzője Magyarországon – Tér és Társadalom 2. sz., pp. 19–29.
- (1988) A szellemi élet térszerkezete – Tervgazdasági Fórum, 1. sz., pp. 60–69.
- (1990) Hol terem a jó adófizető? (A személyi jövedelemadó térszerkezete) – Gazdasági Fórum, 1. sz. pp. 85–94.
- (1990) Területi egyenlőtlenségek dimenziói – Tér és Társadalom, 2. sz., pp. 15–30.
- (1991) Regionális politika új feltételek között – Tér és Társadalom, 1. sz., pp. 89–103.
- (1991) A válság területi tényezői (In: Válságtérségek Magyarországon, MTA Közgyűlési Osztályülés előadásai, Bp., pp. 95–99.)
- (1992) Margójegyzetek a regionális politikához – Tér és Társadalom, 1. sz. pp. 69–76.
- (1992) Gazdasági társaságok az Alföldön- Alföldi Társadalom, 1992, pp. 56–71.
- (1994) Regional Disparities in Hungary during the Period of Transition to a Market Economy – GeoJournal, Vol 32. no. 4., pp. 363–368.
- (1995) A piacgazdasági átmenet terei – Falu – Város – Régió, 7-8. sz., pp. 6–11.
- (1995) A "gazdasági egészség" földrajzi képe Magyarországon – Földrajztanítás, 3-4. sz., pp. 4–11
- (1995) Soprontól Nyíradonyig (városok a piacgazdasági átmenetben)- Comitatus, 8-9. sz. 15-22.pp.
- (1996) Centrumok és perifériák a piacgazdasági átmenetben -Földrajzi Közlemények, 1. sz., pp. 31–48.
- (1997) Javaslat a hazai nagytérségi térfelosztásra – Comitatus, január, pp. 42–47.
- (1997) A fekvés szerepe a regionális tagoltságban. Munkaerőpiac és Regionalitás – MTA Konferencia, Szirák, 1997. október (A konferenciakötetet kiadta MTA KK KI, Budapest, 1998, pp. 147–165.)
- (1997) Régiók, regionalizmus – Educatio, 3. sz. pp. 407–423, ISSN 1216-3384
- (1998) Vesztesek – nyertesek – stagnálók (A társadalmi-gazdasági változások regionális dimenziói) – Társadalmi Szemle, 8-9. sz. pp. 5–18.
- (1999) Területi jövedelemegyenlőtlenségek a kilencvenes években -Statisztikai Szemle, 5. sz. pp. 397–421.
- (2000) Human Development Report 1999, Hungary (Társszerző, szerk. Fóti K.) UNDP-VKI, Budapest, 78 p.
- (2000) A területi fejlődés "állami" és "piaci" útjai az 1990-es években – Területi Statisztika, 3. sz. pp. 203.-220.
- (2000) Regional inequalities in Hungary at the end of the socio-economic transition (In: Z. Kovács ed. Hungary towards the 21th century: the human geography of transition, Studies in Geography in Hungary 31, Geographical Research Inst. HAS, Bp, pp. 87–98)
- (2000) The new regional structure in Hungary, (In: Petrakos, G., Maier, G. and Gorzelak, G. (eds.), Integration and Transition in Europe: The Economic Geography of Interaction, Routledge, London., pp. ISBN 0-415-21808-X)
- (2001) Local development, institutions and conflicts in the post-socialist Hungary (e. M. Keune. J. Nemes-Nagy), ILO, Bp., 224 p.
- (2001) Regional prosesses at the end of the millenium: An overhelming transformation with individual courses of development (In: M. Keune. J. Nemes-Nagy ed. Local development, institutions and conflicts in the post-socialist Hungary, ILO, Bp., pp. 27–40.)
- (2001) New regional patterns in Hungary (In: P. Meusburger, H. Jöns ed. Transformations in Hungary, Physica-Verlag, Heidelberg, pp. 39–94.)
- (2001) The changing Hungarian cityscape in the 1990s: a survey of four sample cities (társszerző: Izsák É., in: P. Meusburger, H. Jöns ed. Transformations in Hungary, Physica-Verlag, Heidelberg, pp. 317–327,)
- (2003) A regionális tudomány dualitása és paradigmái – hazai tükörben – Tér és Társadalom, 1. sz., pp. 1–17.
- (2003) Gazdasági-társadalmi súlypontok és mozgásuk az ezredvégi Magyarországon – Területi Statisztika, 1. sz., pp. 3–14.
- (2005) Nemzetközi és hazai tendenciák a területi elemzésben – Területi Statisztika, 1. sz., pp. 7–14., ISSN 0018-7828
- (2007) Kvantitatív társadalmi térelemzési technikák a mai regionális tudományban – Tér és Társadalom, 1. sz., ISSN 0237-7683, pp. 1–19.
- (2010) Múltidézés: a hallgatás évei – Területi Statisztika 13 (50). 5. sz, pp. 470–475,